# Nyctemera kondekum
Nyctemera kondekum är en fjärilsart som beskrevs av Swinhoe 1892. Nyctemera kondekum ingår i släktet Nyctemera och familjen björnspinnare. Inga underarter finns listade i Catalogue of Life.